# سگ ال
سِگ-ال(به انگلیسی:Sayg-EL) یک شخصیت داستانی است که در کتاب ‎های کمیک آمریکایی توسط DC Comics منتشر شده‌است. او پدربزرگ سوپرمن و سوپرگرل و پدر جور-ال و زور-ال است. او رئیس سابق شورای کریپتون است.

## زندگینامه شخصیت

### دوران نقره‌ای
در عصر نقره‌ای شخصیت به نام جور-الاول شناخته شد. او یک کشتی موشکی آزمایشی که توانست از طریق آن به زمین سفر کند، ساخت. او این دانش را به پسر خود جورال دوم تحویل داد.

### دوران نوین
سگ-ال یکی از اعضای ارشد شورای علمی و وطن پرست در مجلس ال بود. او دو فرزند Jor-El و Zor-El را با همسرش ژنتیکی انتخاب کرد. او مدت زمان دشواری را در ارتباط با پسر جادوگر و باشکوهش جور-ال با قواعد و سنت کریپتونها مبارزه کرده بود.

## قدرت و توانایی
1. دارای هوش بالا
2. خون کریپتونی و در نتیجه ویژگی‌های آن‌ها